# دزد ۲: عصر فلز
دزد ۲: عصر فلز (به انگلیسی: Thief II: The Metal Age) یک بازی ویدئویی به سبک مخفی‌کاری است که توسط استودیوی لوکینگ گلس توسعه یافته و به‌وسیلهٔ آیدوس اینتراکتیو در سال ۲۰۰۰ برای سیستم‌عامل مایکروسافت ویندوز منتشر شد. این بازی ادامهٔ بازی دزد: پروژهٔ تاریک است. داستان بازی در شهر بزرگی قرون وسطایی و استیم‌پانک که از آن به نام شهر یاد می‌شود، اتفاق می‌افتد. قهرمان بازی شخصیتی به نام گرت، دزدی حرفه‌ای است که به دنبال افشا کردن یک دسیسه است. او همچنین ماموریت‌هایی مثل دزدی، آدم‌ربایی و کارشکنی نیز انجام می‌دهد.
با اینکه طراحی این بازی نیز مثل دزد: پروژهٔ تاریک است، اما تفاوت‌هایی مثل تأکید بر عناصر شهری که در بازی قبلی گهگاه وجود داشت و کاهش دشمنان فراطبیعی بین این دو وجود دارد. از آن جایی که این بازی نیز مثل بازی قبلی با موتور دارک ساخته شده است، گرافیک خوبی دارد.
دزد ۲: عصر فلز با نقدهای مثبتی روبرو شد و فروش موفقیت‌آمیزی داشت. با این حال چون سود این بازی به تدریج به دست آمد، لوکینگ گلس با مشکل بدهی مواجه شد و در سال ۲۰۰۰ تعطیل شد. یون استورم و آیداس سری بعدی دزد را در سال ۲۰۰۴ با نام دزد: سایه‌های مرگبار منتشر کردند. به دنبال تغییر شرکت سازنده، ظاهر گرت در سایه‌های مرگبار نسبت به دو بازی قبلی تغییر کرده است. گرت در دزد: پروژهٔ تاریک و دزد: عصر فلز، شنل دارد و صورتش تا حد امکان دیده نمی‌شود. اما در نسخهٔ سایه‌های مرگبار شنل ندارد و صورتش همراه با جای زخم و چشم مکانیکی‌اش نیز دیده می‌شود.